# 那須資弥
那須 資弥（なす すけみつ）は、江戸時代前期の旗本・大名。那須氏24代当主。下野国烏山藩初代藩主。

## 生涯
寛永5年（1628年）、青木利長の次男として誕生した。父・青木三太郎利長は、農民として生まれたが、江戸に出て旗本の朝倉家に仕官する。しかし、主君の金の使い込みが発覚し、江戸を追われ鹿麻村で蟄居となり、のち禁猟とされていた鶴を撃ったため死罪となった。母・紫は、古河藩主永井尚政の屋敷に仕え女中頭となり、元永井家家臣で古着商の七沢清宗と再婚した。姉のお蘭（のちの宝樹院）は、母に従い同居していたが、13歳の時、店の手伝いをしていたところを浅草参りからの帰路にあった春日局の目にとまり、大奥に上がった。姉・お蘭（お楽の方に改名）は、徳川家綱の生母となる。
姉・お楽の方（宝樹院）が、江戸幕府3代将軍徳川家光の側室であり、4代将軍家綱の生母であった関係で、正保4年（1647年）11月5日、小姓として召し出され幕臣となり、蔵米2000俵を与えられた。12月5日に家光に御目見し、12月27日に右衛門尉に叙された。慶安4年（1651年）8月16日には、従五位下・右衛門佐に叙任された。
承応元年（1652年）2月18日、旗本那須資景の養子となった。那須藩の那須家は資景の実子の代に無嗣改易となっていたが、隠居の資景に5千石が与えられて大身旗本として御家再興していた。明暦2年（1656年）に資景が没すると遺領5千石を相続し、諱を資祇、官途名を遠江守に改めた。旗本となった後も、小姓時代の蔵米2千俵は引き続き支給された。寛文4年（1664年）12月8日、下野那須郡内で5千石を加増されると同時に、蔵米2千俵の俸禄は新規の采地2千石に改められ、所領は合計1万2千石となった。那須氏は大名となる石高に達したため、那須藩を再び立藩し、福原に陣屋を構えた。
天和元年（1681年）2月25日、下野那須郡内で8千石を加えられ、烏山藩2万石となり、烏山城を居城とした。
長男の増山正弥は寛文2年（1662年）9月に死去した兄の三河国西尾藩主増山正利の養嗣子として増山家を継いでいたため、資弥には後継者がいなかった。天和3年（1683年）閏5月1日、津軽信政の三男の資徳を養子に迎えた。この時幕府に提出した養子縁組の願書には、候補者として共に親族である津軽政直（12歳、後の那須資徳。実兄の増山正利の娘である不卯姫の子）と増山正元（3歳。前述の、実の長男で増山正利養子の正弥の次男）を挙げて、年齢などを考慮して前者に決定したとある。しかしこの養子縁組に際し資弥は、次男の福原資寛の存在を幕府に隠していた。
貞享4年（1687年）6月25日、死去、享年60。

## 烏山騒動
貞享4年（1687年）8月25日、養子の資徳が那須家の家督を相続したが、実子で次男の資寛とその生母が、資徳の家督相続を不当であると幕府に訴えたことより、藩領内に隠されていた次男の存在が幕府が発覚した。これは先の養子縁組の際の、幕府に対して虚偽の申請を行ったということであり、同年10月14日に幕府は那須家を改易処分とした。資徳は生家の津軽家に預けられ、津軽信政は叱責処分を受けた。十数年後の元禄13年（1700年）5月20日、幕府に対する津軽家の長きにわたる嘆願により、資徳は旗本1千石として再度取り立てられて、那須氏の家名は復活した。さらに後の宝永5年（1708年）4月5日、那須家は交代寄合となった。
預けといえどそもそも実家であり、資徳は軟禁されていたわけではなく、元禄7年（1694年）に津軽家江戸屋敷に預けられていた資徳を津軽信政が参勤交代の際に同行させ、津軽藩領内の温泉などに連れ出した、という記録が残る。